# Idioma atákapa
El atákapa (autoglotónimo: yukhiti) es una lengua extinguida y aislada, nativa del suroeste de Luisiana y del este de Texas, Estados Unidos.

## Variación geográfica
Había dos variedades o dialectos del atákapa:
1. Este
2. Oeste

El dialecto atákapa Este se conoce por una lista de 287 palabras recogidas en 1802 por Martín Duralde. Los últimos hablantes vivían en la zona de Poste des Attackapas (Saint Martinville), actualmente Franklin, Luisiana.
El atákapa Oeste es el mejor conocido, con palabras, frases y textos recogidos en 1885, 1907 y 1908 por Albert Gatschet. La mayor parte fue recogida en Lake Charles, Luisiana. Los últimos parlantes fueron Louison Huntington, Delilah Moss, Teet Verdine, y Armojean Reon. Existe una vocabulario más antiguo, con una lista de 45 palabras recogidas en 1721 por Jean Béranger. Estos hablantes fueron capturados en la zona de Galveston Bay.
Aunque John Swanton aducía que el vocabulario de Béranger era un dialecto akokisa hablado por la etnia akokisa, no hay evidencia real que apoye esta conexión.

## Comparación léxica
La siguiente tabla muestra los numerales en algunas lenguas indígenas norteamericanas:
| GLOSA | Atákapa Oc.[2]         | Atákapa Or.[3] | Natchez[4]   | Chitimacha[5][6] | Tónkawa[7] | Karankawa[8]  |
| ----- | ---------------------- | -------------- | ------------ | ---------------- | ---------- | ------------- |
| '1'   | tanuʔk                 | hannik         | wītã         | (h)unku          | weˑʔls     | nā́tsa         |
| '2'   | tsīk                   | hapalšt        | āwiti        | (h)upa           | ketay      | haíkia        |
| '3'   | lāt                    |                | nēti         | kahitie          | metis      | kaxáyi        |
| '4'   | himatoʔl               | tets           | kinawīti     | me(če)čant       | sikit      | hayo          |
| '5'   | nīt                    |                | išpīti       | hussa            | kaskʷa     | nā́tsa         |
| '6'   | lāt tsīk               |                | lāhanaʔoχ    | hatẽka           |            | haíkia, háyo  |
| '7'   | paχ(e)                 | paighu         | anʔkwa       | mīčeta           |            | haíkia, nā́tsa |
| '8'   | himatoʔl tsīk          |                | apkatūpiš    | kweta            |            | haíkia        |
| '9'   | wōš išōlan / tegghuiau |                | witipkatūpiš | kwičeta          |            | haíkia        |
| '10'  | wōš / heissign         |                | ōkō          | heihetie         |            | hábe          |
Los términos del karankawa fueron recopilados A. S. Gatschet a partir de lo que recordabanhacia finales de 1880 algunos ancianos entre ellos Alice Oliver, que sólo recordaban palabras y no estaban segurods de los significados de ahí las inconsistencias en la lista.